# Heart Flower/約束
『Heart Flower／約束』（ハート・フラワー／やくそく）は、しおりのメジャーデビューシングル。

## 収録曲
作詞・作曲：siori、編曲：重実徹
1. Heart Flower
2. 約束
3. Heart Flower（オリジナルカラオケ）
4. 約束（オリジナルカラオケ）

## タイアップ
- Heart Flower
  - TBS系テレビ全国ネット「日立 世界・ふしぎ発見!」エンディングテーマ
- 約束
  - 琉球ジャスコ（当時、現・イオン琉球）「マイバッグキャンペーン」CMソング